# Folda-híd
A Folda-híd (norvégül: Folda bru) közúti függőhíd, amely a Foldereidsundet felett ível át, Nord-Trøndelag  megyében, Norvégiában. A Fossum-híd hossza 336 méter és leghosszabb fesztávja pillérei közt 225 méter.

## Fordítás
Ez a szócikk részben vagy egészben  a   Folda Bridge című angol Wikipédia-szócikk ezen változatának fordításán alapul.  Az eredeti cikk szerkesztőit annak laptörténete sorolja fel. Ez a jelzés csupán a megfogalmazás eredetét és a szerzői jogokat jelzi, nem szolgál a cikkben szereplő információk forrásmegjelöléseként.

## Külső hivatkozások
- A picture of Folda Bridge
- Another picture of the bridge
- http://home.no.net/lotsberg/data/norway/bru.html